# Proconura minusa
Proconura minusa är en stekelart som beskrevs av T.C. Narendran 1989. Proconura minusa ingår i släktet Proconura och familjen bredlårsteklar. Inga underarter finns listade i Catalogue of Life.